# Débaasification
La débaasification (arabe: اجتثاث حزب البعث ) est un projet politique mené en Irak par l'Autorité provisoire de la coalition (CPA) et les gouvernements irakiens suivants pour supprimer l' influence du parti Baas dans le nouveau système politique irakien après l'Invasion dirigée par les États-Unis en 2003. Elle a été considérée par le CPA comme l'équivalent irakien de la dénazification de l'Allemagne après la Seconde Guerre mondiale. Il a été décrit pour la première fois dans l'ordonnance CPA 1 qui est entrée en vigueur le 16 mai 2003. L'ordonnance déclarait que tous les employés affiliés au parti Baas devaient être démis de leurs fonctions et interdits de tout futur emploi dans le secteur public.
Les partisans de la politique soutiennent que la politique a effectivement nettoyé la société irakienne de l'influence baasiste, facilitant la création d'un gouvernement irakien démocratique. Les critiques soutiennent que la politique n'était pas seulement antidémocratique, mais aussi un facteur significatif dans la détérioration de la situation sécuritaire dans tout l'Irak. La politique est devenue associée à des connotations sectaires anti-sunnites en raison de son ciblage disproportionné des fonctionnaires sunnites et des responsables de l'armée.

## Voir également
- Parti Baas
- Dénazification
- Politique en Irak